# Рыба-пастушок
Рыба-пастушок, или номей (лат. Nomeus gronovii), — вид лучепёрых рыб из семейства Номеевые (Nomeidae) отряда скумбриеобразных (Scombriformes). Единственный представитель рода Nomeus. Видовое название дано в честь голландского зоолога Лоуренса Теодора Гроновия (Laurens Theodorus Gronovius; 1730—1777).

## Описание
Тело удлинённое. Веерообразный брюшной плавник на всю длину внутреннего луча плавника связанный с брюхом перепонкой и укладывается в имеющиеся на брюхе выемки. Окраска живых рыб ярко-голубая сверху, на боках тела есть голубые пятна на блестящем серебристом фоне. Вид населяет умеренные и тропические воды океанов.
Находится в симбиотических отношениях (постоянный комменсализм) с португальским корабликом (лат. Physalia physalis) — видом колониальных гидроидных из отряда сифонофор, колония которого состоит из полипоидных и медузоидных особей.
Рыба с яркими темно-синими пятнами на серебристом теле. Рыбы как правило не встречается вдали от этих сифонофор. Пищей португальских корабликов состоит из мальков рыб, которых они убивают стрекательными клетками на ловчих щупальцах.
Рыба-пастушок относительно иммунна к токсину португальских корабликов, но старается избегать контактов с их щупальцами. 
Известны случаи поедания этих рыб «хозяевами». Под сифонофорами встречаются рыбы длиной от 1 до 15 см, и даже наиболее крупные из них не бывают половозрелыми. Взрослые рыбы живут самостоятельно.